# Sollicitudo omnium ecclesiarum
Sollicitudo omnium ecclesiarum (El cuidado de todas las Iglesias) fue una bula papal emitida el 7 de agosto de 1814 por Pío VII, que restablecía la Compañía de Jesús (jesuitas) tras su supresión por la bula de 1773 emitida por Clemente XIV, Dominus ac Redemptor. No obstante, la orden siguió existiendo en algunos lugares. Pío VII había aprobado antes, con el breve Catholicae Fidei (7 de marzo de 1801), la existencia de la Compañía de Jesús en Rusia. El vicario general, Franciszek Kareu, fue declarado "Superior General de los jesuitas en Rusia".
En 1804 también se restableció la orden en Nápoles (de donde tuvieron que huir a Roma ante la conquista francesa en 1806) y Sicilia, por la petición de Fernando I.
El papa Pablo VI publicó una encíclica, también llamada Sollicitudo omnium ecclesiarum, el 24 de junio de 1969.